# The Secret Life of Pets
The Secret Life of Pets (bra: Pets: A Vida Secreta dos Bichos; prt: A Vida Secreta dos Nossos Bichos) é um filme de comédia americano 3D produzido pela Illumination Entertainment. Dirigido por Chris Renaud e Yarrow Cheney e escrito por Brian Lynch, Cinco Paul e Ken Daurio. Com as vozes de Louis C.K., Eric Stonestreet, Kevin Hart, Albert Brooks, Jenny Slate, Hannibal Buress, Bobby Moynihan, Lake Bell, Ellie Kemper, e Steve Coogan.
Em Portugal, The Secret Life of Pets estreou a 18 de Agosto de 2016, com versão dobrada em português.

## Enredo
Tudo se passa num edifício de apartamentos em Manhattan, Max é um pequeno cãozinho que vive com sua dona Katie. Um dia, ela leva Duke, um cão retirado do canil, para morar lá, mas Max não fica feliz com isso. Eles acabam se distanciando e arranjando uma briga com gatos de rua e acabam sendo pegos pela carrocinha, mas são salvos por um coelhinho tão fofo quanto perigoso, após se meterem em confusão com a gangue do coelhinho, terão de unir forças para voltar para Katie enquanto o coelho e seus amigos os perseguem.

## Elenco
| Personagem        | Original         | Brasil             | Portugal           |
| ----------------- | ---------------- | ------------------ | ------------------ |
| Max               | Louis C.K.       | Danton Mello       | João Manzarra      |
| Duke              | Eric Stonestreet | Tiago Abravanel    | Eduardo Madeira    |
| Gidget / Gigi     | Jenny Slate      | Tatá Werneck       | Cleia Almeida      |
| Snowball / Pompom | Kevin Hart       | Luís Miranda       | Rui Unas           |
| Chloe             | Lake Bell        | Mônica Rossi       | Mariana Monteiro   |
| Mel               | Bobby Moynihan   | Christiano Torreão | Luís Franco-Bastos |
| Katie             | Ellie Kemper     | Sylvia Salustti    | Sara Calisto       |
| Buddy             | Hannibal Buress  | Fernando Mendonça  |                    |
| Tiberius          | Albert Brooks    | Élcio Romar        |                    |
| Pops              | Dana Carvey      | Mário Monjardim    |                    |
| Norman            | Chris Renaud     | Sérgio Stern       |                    |
| Ozônio            | Steve Coogan     | Reginaldo Primo    |                    |
| Tattoo            | Michael Beattie  | Anderson Coutinho  |                    |

 Versão portuguesa
- Vozes adicionais: Ricardo Carriço, Diogo Beja, Paulo Furtado.[3][7]

 Versão brasileira
- Vozes adicionais: Marcelo Garcia, Milton Parisi[9]

## Produção
A 24 de janeiro de 2015, o filme foi anunciado. Louis C.K, Eric Stonestreet, e Kevin Hart são as vozes das personagens principais. A 16 de Junho de 2014, Albert Brooks, Hannibal Buress, Bobby Moynihan, Lake Bell e Ellie Kemper juntam-se ao elenco. A 16 de Abril de 2015, o filme é adiado da sua data inicial de 12 de Fevereiro de 2016, para o verão do mesmo ano.

## Bilheteria
O filme foi lançado nos Estados Unidos em 8 de julho de 2016, e arrecadou US$ 104,352,905 milhões de dólares na sua abertura doméstica, a 2° maior do ano de uma animação atrás apenas de Procurando Dory que arrecadou US$ 135 milhões. O filme arrecadou no total US$ 368,384,330 na bilheteria doméstica, sendo a 4° maior de 2016 atrás de Rogue One: A Star Wars Story (US$ 532,1 milhões)Procurando Dory (US$ 486,2 milhões) e Capitão América: Guerra Civil (US$ 408 milhões). No resto do mundo o filme arrecadou US$ 507,073,607 milhões, somando ao todo US$ 875,457,937 milhões de dólares, sendo a 6° maior bilheteria de 2016 mundialmente e terceira maior de uma animação atrás de Procurando Dory (US$ 1,028 bilhão) e Zootopia (US$ 1,023 bilhão).

## Recepção
O filme recebeu críticas geralmente favoráveis, no site de críticas Rotten Tomatoes o filme atingiu 73% de aprovação baseado em resenhas de críticas profissionais, o consenso dos críticos foi: "Em ritmo acelerado, engraçado e abençoado com um elenco de vozes talentosas, The Secret Life of Pets oferece uma diversão familiar animada, lindamente animada e pouco exigente".